# 恐怖分子资助和金融犯罪办公室
反恐資金暨金融犯罪處（Office of Terrorist Financing and Financial Crimes，简称TFFC），也译作恐怖分子资助和金融犯罪办公室、恐怖分子融资和金融犯罪办公室、打击资助恐怖主义和金融犯罪办公室，是美国财政部下辖的一个部门，其任务是制定和实施美国政府在美国境内和国际上打击恐怖主义融资的战略、“美国国家反洗钱战略”（National Money Laundering Strategy）以及其他打击金融犯罪的政策和计划。它是财政部内制定与非法金融（illicit finance）有关的政策并与美国政府内其他国家安全利益相关者进行联络的主要参与者。
作为恐怖主义和金融情报办公室（TFI）的政策制定和外联办公室，TFFC与美国国家安全系统的所有成员——包括执法、监管、政策、外交和情报界——以及私营部门和外国政府合作，以查明和解决所有形式的非法融资对国际金融体系构成的威胁。